# 朱氏豹蛛
朱氏豹蛛（学名：Pardosa zhui）为狼蛛科豹蛛属的动物。在中国大陆，分布于江西、江苏、湖南、浙江等地。该物种的模式产地在江西、江苏、湖南。